# Epizeuxis scobialis
Epizeuxis scobialis là một loài bướm đêm trong họ Noctuidae.